# لی جونگ هیون
لی جونگ هیون (انگلیسی: Lee Jung-hyun؛ زادهٔ ۷ فوریهٔ ۱۹۸۰) یک هنرپیشه، خواننده، و بازیگر سینما اهل کره جنوبی است.
از فیلم‌ها یا برنامه‌های تلویزیونی که وی در آن نقش داشته است می‌توان به ماهیگیری شبانه اشاره کرد.